# جامع المرادية (مانيسا)
مسجد المرادية (بالتركية: Muradiye Camii) هو مسجد عثماني من القرن السادس عشر في بلدة مانيسا في جنوب غرب تركيا. بني المسجد بتكليف من السلطان مراد الثالث من تصميم المهندس المعماري معمار سنان.